# Грегор Шліренцауер
Грегор Шліренцауер (нім. Gregor Schlierenzauer, * 7 січня 1990, Інсбрук, Австрія) — австрійський стрибун на лижах з трампліна, олімпійський чемпіон, дворазовий чемпіон світу, володар Кубка світу. 
Грегор є наймолодшим переможцем Чемпіонатів світу зі стрибків з трампліна. У його активі (кін. січня 2010 року) — понад 30 особистих перемог на етапах Кубка світу.

## Кар'єра
Грегор Шліренцауер дебютував у великому спорті в сезоні 2005/2006, посівши 12 березня 2006 року відразу ж залікове 24-те місце серед 63 учасників у Холменнколлені (Швеція). 
А 3 грудня 2006 року Шліренцауер виграв свій перший етап Кубка світу в Ліллехаммері, ставши наймолошим в історії спортсменом, що там переміг. Також він переміг у Оберстдорфі на одному з етапів Турне чотирьох трамплінів. На цьому ж турнірі він виграв і 4-й етап в Бішофсхофені, і зрештою в загальному заліку став другим, програвши норвежцю Андерсу Якобсену. А в загальному заліку Кубка світу 2006/07 посів 4-ту позицію.
В сезоні 2007/2008 Шліренцауер вже вважався одним із головних претендентів на завоювання Кубка світу. Після тріумфу на Чемпіонаті світу з польотів на лижах відбулися чотири поспіль перемоги на етапах Кубка світу, однак між Грегором і Томасом Моргенштерном все одно лишався величезний розрив у 233 очки, який відібрати до кінця сезону було вже неможливо. Відтак, Шліренцауер завершив Кубок світу 2007/2008 на пчоесному другому світі, причому на останньому турнірі в Планиці виконавши рекордний для себе стрибок на 233,5 метри.
У Кубку світу 2008/2009 11 лютого 2009 року Шліренцауер став четвертим спортсменом, якому вдалося перемогти на 6 етапах Кубка світу поспіль. А з черговою перемогою 8 березня 2009 року Грегор знову встановив особисте досягнення — ця перемога стала 11-ю в одному сезоні (більше — 12 — тільки в Янне Ахонена). Такі надзвичайні успіхи принесли Шліренцауеру перемогу в Кубку світу.
Сезон 2009/2010 (олімпійський) відзначається для Грегора постійним суперництвом зі швейцарським стрибуном Симоном Амманом. На Зимовій Олімпіаді 2010, першій для Шліренцауера, він 13 лютого 2010 року в індивідуальних змаганнях на нормальному трампліні поступився Амману, а також поляку Малишу, виборовши олімпійську бронзову медаль.

## Цікаві факти
- Грегор від народження глухий на ліве вухо.
- Шлірі — співвласник рекорду за кількістю виграних поспіль етапів Кубку світу (6). Стільки ж у Ахонена, Моргенштерна та Матті Хаутамякі.